# Spilosoma khasiana
Spilosoma khasiana är en fjärilsart som beskrevs av Rothschild 1910. Spilosoma khasiana ingår i släktet Spilosoma och familjen björnspinnare. Inga underarter finns listade i Catalogue of Life.